# Чанадска жупанија
Чанадска жупанија (лат. Comitatus Chanadiensis, мађ. Csanád vármegye) је била жупанија средњовековне Краљевине Угарске (од 11. до 16. века), а потом и хабзбуршке Краљевине Угарске (од краја 17. до почетка 20. век). Током историје просторни опсег жупаније се често мењао. Првобитно управно седиште жупанијске управе био је град Чанад у доњем Поморишју, а касније град Мако. Целокупна историјска територија коју је ова жупанија захватала у средњем веку данас је подељена између Мађарске, Румуније и Србије.

## Првобитна жупанија
Чанадска жупанија је настала у 11. веку. Обухватала је подручја на обе стране доњег тока реке Мориш, односно простор доњег Поморишја (северозападни део данашњег Баната и крајњи југозападни део Кришане). Током 15. века, у време појачаних миграција које су биле изазване турским упадима у српске и угарске земље, знатно је увећан број српског становништва у Чанадској жупанији, а угарски краљеви су појединим српским великашима додељивали и поседе на њеном подручју. Након Мохачке битке (1526), жупанија је била изложена све чешћим турским упадима. У септембру 1551. године, главни жупанијски град Чанад пао је по први пут у руке Турака, али је већ крајем исте године враћен под угарску власт. Коначно турско освајање Чанада извршено је већ наредне 1552. године, у време великог похода на Темишвар. Тада је запоседнут јужни, а нешто касније и северни део жупаније, који се налазио на десној обали Мориша, чиме је Чанадска жупанија фактички престала да постоји. На њеном подручју Турци су установили Чанадски санџак, који се налазио у саставу Темишварског пашалука.

## Обновљена жупанија
По одредбама Карловачког мира (1699), Турци су изгубили све области северно од реке Мориша, тако да је северни део некадашње Чанадске жупанија потпао под хабзбуршку власт, док је јужни остао под турском влашћу све до Пожаревачког мира (1718). У међувремену је дошло до обнављања жупанијске управе, али обновљена Чанадска жупанија је обухватала само северну половину некадашњег жупанијског подручја, на десној обали реке Мориша. У састав жупаније укључен је и део развојачене Поморишке војне границе. По окончању Првог светског рата (1918), подручје Чанадске жупаније је по одредбама Тријанонског споразума (1920) подељено између Мађарске и Румуније.
Део Чанадске жупаније који је остао у саставу Мађарске укључен је 1923. године у састав нове Чанадско-арадско-торонталске жупаније, која је 1950. године укинута и подељена између Чонградске и Бекешке жупаније. Ради очувања спомена на историјску Чанадску жупанију, мађарске државне власти су 2020. године донеле одлуку да се назив Чонградске жупаније прошири поменом Чанада, тако да од тада гласи: Чонградско-чанадска жупанија.